# HSwMS Visby (K31)
El HSwMS Visby (K31) es el primer buque de las corbetas clase Visby. Fue creado como navío furtivo, y pasó por una fase de prueba de una década antes de ser puesto en servicio con la Armada de Suecia.

## Diseño y descripción
El HSwMS Visby es un navío cabeza de clase de las corbetas Visby. Fue construido por Kockums en la base naval de Karlskrona, siendo el primero de cuatro barcos de dicha clase los cuales fueron diseñados para operaciones cerca de la costa.
El casco del barco está hecho de plástico reforzado con fibra de carbono con tecnología furtiva para hacerlo difícil de detectar por otras fuerzas. Un mínimo de equipamiento es montado en el exterior del barco, de modo que equipamiento como salvavidas es almacenado dentro del casco. Este tipo de casco también reduce el peso del barco a alrededor de la mitad. El objetivo era que fuera silencioso al radar hasta dentro de un radio de 30 kilómetros de un barco de enemigo, teniendo como resultado que el diseñador John Nillson se refiriera a este navío en los siguientes términos: "los oficiales navales caen enamorados con [este] barco. No es bonito en sentido clásico. De hecho parece una lonchera. Pero tiene mejor maniobrabilidad y puede conseguir ese nivel de sigilo."

## Servicio
El Visby completó pruebas de mar en 2004.
El barco experimentó ocho años más de pruebas por la agencia sueca encargada del aprovisionamiento de la Defensa, antes de ser entregado a la armada a finales de 2012. Estos prueba incluidos el despidiendo del RBS15 Mk2 AShM, el cual tuvo lugar en julio de 2012. En octubre de 2014, Visby era entre los barcos suecos patrolling en un ejercicio para encontrar la fuente de "actividad submarina extranjera" qué se suponía era un submarino ruso, identificado por llamada de aflicción. Este rumor estuvo negado por las autoridades suecas, quién describió él como "operación de inteligencia".